# 南非Ready Goal!
南非Ready Goal!為一個由香港電視廣播有限公司製作的南非世界盃特備節目，本節目共五集，會於2010年6月14日至2010年6月19日 (一至五)在無綫電視翡翠台及高清翡翠台播出，及於MyTV提供重溫。本節目將會介紹世界盃比賽球場以及當地的文化。

## 外部連結
- （繁體中文） 官方網頁（页面存档备份，存于）